# Lolita Chammah

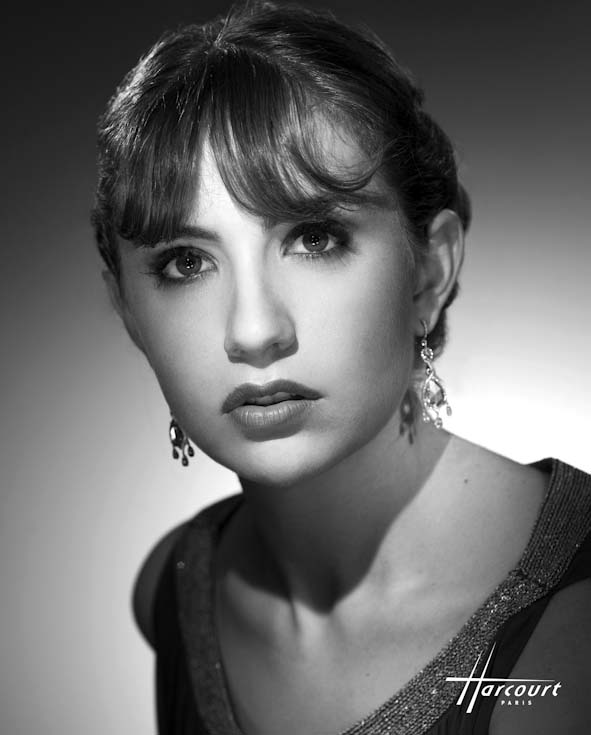
Lolita Chammah (2008), fotografiert im Studio Harcourt Paris

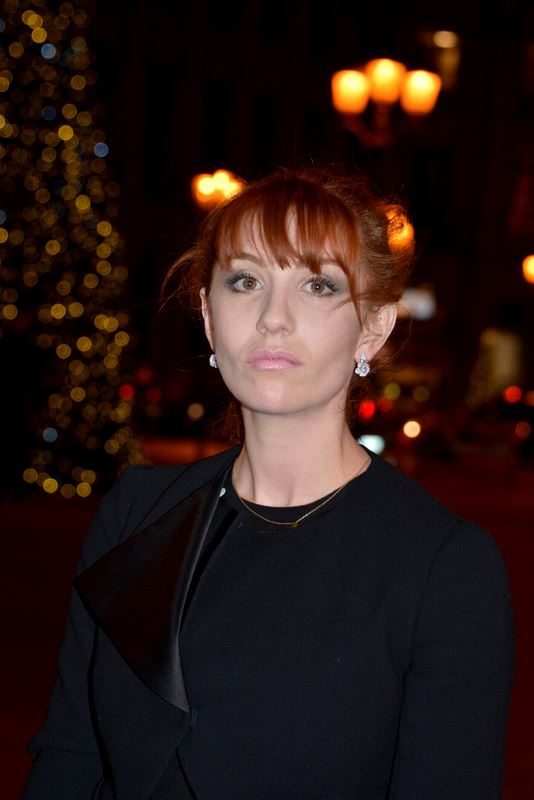
Lolita Chammah (2015)

Lolita Chammah (* 1. Oktober 1983 in Paris) ist eine französische Schauspielerin.

## Leben
Lolita Chammah ist die Tochter des libanesischen Filmproduzenten Ronald Chammah und der französischen Schauspielerin Isabelle Huppert. Sie wuchs in Paris auf, wo sie ihre Eltern von klein auf auch zu Dreharbeiten begleitete. Bereits im Alter von vier Jahren spielte Lolita Chammah in dem 1988 erschienenen und von Claude Chabrol inszenierten Drama Eine Frauensache die Filmtochter ihrer Mutter und debütierte dabei an der Seite von François Cluzet und Dominique Blanc auf der Leinwand. Im Alter von acht Jahren verkörpert sie in Malina (Regie: Werner Schroeter) ihre eigene Mutter als Kind.
Nach ihrem Schulabschluss studierte sie Schauspiel am Konservatorium im 5. Arrondissement in Paris und am Théâtre national de Strasbourg.
Auch im französischen Film Copacobana trat Chammah als Filmtochter ihrer eigenen Mutter auf. Die Überschneidung zwischen Arbeit und Privatleben versucht sie dennoch so gering wie möglich zu halten. Ähnlich wie Chiara Mastroianni, die (in Die Liebenden – von der Last, glücklich zu sein) ebenfalls die Filmtochter ihrer leiblichen Mutter Catherine Deneuve spielte, legt Chammah großen Wert darauf, unabhängig von ihrer berühmten Mutter als Künstlerin wahrgenommen werden.
In den frühen Jahren ihrer Schauspielkarriere wirkt Chammah überwiegend bei Komödien, sowie einigen Dramen mit. In Filmen wie Barrage und Cherry Pie erhielt sie zunehmend die Möglichkeit, sich als geheimnisvolle, suchende Frau in Charakterrollen zu etablieren.
Chammah hat einen Sohn, Gabriel Merz Chammah, der sie im Alter von 8 Jahren zu den Internationalen Filmfestspielen von Cannes 2021 begleitete.

## Filmografie (Auswahl)
| Jahr | Film                                                         | Rolle                           | Anmerkungen, Referenz                                        |
| ---- | ------------------------------------------------------------ | ------------------------------- | ------------------------------------------------------------ |
| 1988 | Eine Frauensache (Une affaire de femmes)                     | Mouche 2                        | [ 5 ] [ 6 ] [ 7 ] [ 8 ]                                      |
| 1991 | Malina                                                       | Kind (junge Version von Malina) | [ 5 ] [ 7 ] [ 8 ]                                            |
| 1999 | Modern Life (La Vie Moderne)                                 | Marguerite                      | [ 5 ] [ 7 ] [ 8 ]                                            |
| 2003 | Drei Männer und ein Baby. 18 Jahre später (18 ans après)     | Ludovica                        | (Fortsetzung von Drei Männer und ein Baby)                   |
| 2004 | Der Feind in meinem Herzen (L'intrus)                        | Wilde Frau                      | [ 8 ] [ 7 ] [ 6 ]                                            |
| 2004 | La Vie d'artiste                                             | Caroline                        | [ 8 ]                                                        |
| 2008 | Das Büro Gottes (Les Bureaux de Dieu)                        | Emmanuelle                      | [ 6 ] [ 7 ]                                                  |
| 2009 | Montparnasse                                                 | Aurélie                         | [ 6 ] [ 7 ]                                                  |
| 2010 | Copacabana                                                   | Esméralda                       | (Nominierung: Beste Nachwuchsdarstellerin beim Prix Lumière) |
| 2012 | Um Bank und Kragen (Bankable)                                | Leslie Ricci                    | (Fernsehfilm)                                                |
| 2012 | Leb wohl, meine Königin! (Les Adieux à la reine)             | Louison                         | [ 5 ] [ 6 ] [ 7 ]                                            |
| 2012 | Meine erste Liebe (Ma première fois)                         | Juliette                        | [ 5 ]                                                        |
| 2013 | Cherry Pie                                                   | Zoé                             | [ 7 ]                                                        |
| 2014 | Gaby Baby Doll                                               | Gaby                            | [ 7 ]                                                        |
| 2014 | Les Gazelles                                                 | Marie 2                         | [ 9 ]                                                        |
| 2015 | Anton Tchékhov 1890                                          | Mascha Tschechowa               | [ 7 ]                                                        |
| 2015 | The Art Dealer (L'Antiquaire)                                | Sophie                          | [ 10 ]                                                       |
| 2016 | Die Ungezähmte (L'Indomptée)                                 | Tosca                           | [ 7 ]                                                        |
| 2017 | Barrage                                                      | Catherine                       | [ 7 ]                                                        |
| 2017 | Schräge Vögel (Drôles d'oiseaux)                             | „Mavie“ (Viviane Dolmane)       | [ 7 ]                                                        |
| 2018 | Van Gogh – An der Schwelle zur Ewigkeit (At Eternity's Gate) | Mädchen auf der Straße          | [ 7 ]                                                        |
| 2020 | Ein leichtes Mädchen (Une fille facile)                      | Dinnergast                      | [ 11 ]                                                       |
| 2021 | Soul of a Beast                                              | Mutter von Zoé                  | [ 5 ]                                                        |
| 2022 | Eo                                                           | Dora                            |                                                              |
| 2022 | Libre Garance!                                               | Marie                           |                                                              |
| 2022 | Der Schatten von Caravaggio (L’ombra di Caravaggio)          | Anna                            |                                                              |
| 2022 | Das Purpursegel (L'envol)                                    | La femme de Renaud              |                                                              |
| 2022 | Forever Young (Les Amandiers)                                | La costumière                   |                                                              |
| 2023 | Le Voyage en pyjama                                          |                                 |                                                              |
| 2023 | Transatlantic (Fernsehserie)                                 | Mademoiselle Letoret            |                                                              |
| 2023 | Le consentement                                              | La meilleure amie de la mère    |                                                              |